# 't Rode licht
't Rode licht is een lied van de Nederlandse zanger André Hazes. Het werd in 1991 als single uitgebracht en stond in hetzelfde jaar als tweede track op het album Samen.

## Achtergrond
't Rode licht is geschreven door André Hazes, John van de Ven, Hans Tiger Smits en geproduceerd door Van de Ven en Jacques Verburgt. Het is een lied dat past in het genre levenslied. In het nummer zingt de zanger over zijn liefde en verlangen naar een vrouw die als prostituee werkt. Het lied werd op single uitgebracht met Als je hier blijft op de B-kant. Dit lied werd geschreven en geproduceerd door dezelfde personen. 
Het lied is over de jaren heel door verschillende artiesten gecoverd. Danny Canters bracht zijn versie op single uit in 2016. 't Rode Licht was in 2019 en 2020 onderdeel van de theatertour Liefde & geluk van Tino Martin. In 2022 zong Ellen ten Damme het nummer bij televisieprogramma Hazes is de basis, waarna het ook op het compilatiealbum voor dat programma stond.

## Hitnoteringen
Hazes had bescheiden succes met het lied in Nederland. Het kwam tot de 48e plaats van de Nationale Top 100 en stond acht weken in deze hitlijst. De Nederlandse Top 40 werd niet bereikt; het kwam hier tot de negende plaats van de Tipparade. 